# Lasionycta phoca
Lasionycta phoca là một loài bướm đêm thuộc họ Noctuidae. It occurs ở miền đông và miền trung Canada with records từ Labrador tới bờ biển phía tây của vịnh Hudson.
Adults fly over tundra, are diurnal và nocturnal, và come to light.
Con trưởng thành bay vào tháng 6 và tháng 7.